# Stictolampra trilineata
Stictolampra trilineata är en kackerlacksart som beskrevs av Hanitsch 1930. Stictolampra trilineata ingår i släktet Stictolampra och familjen jättekackerlackor. Inga underarter finns listade i Catalogue of Life.